# 村山敬美
村山 敬美（むらやま たかよし、1983年1月26日 - ）は、日本の男性声優。埼玉県出身。KAMプロモーション所属。

## 出演作品

### 朗読劇
- 「風の塔」初之助役
- 「里見八犬伝」大法師役
- 横浜美術館公演「シャーロック・ホームズの追想」　 ロイロット博士　他
- 声劇　「月が沈む日　新撰組一番隊 隊長　沖田総司」　近藤勇役
- * 若葉の会Vol.1 ～森浩美を読む～(『リリーフはいない』主人公)
- * 若葉の会Vol.1 再演～森浩美を読む～(『リリーフはいない』主人公)
- * 若葉の会Vol.2 ～森浩美を読む～(『最後のお便り』主人公)

### 舞台
- 形態ZERO番外公演「硝子の方舟」新興宗教テロ事件顛末記

### 映像
- WALLOP Neo Japan Project　羽方・村山のNew Orders　司会アシスタント
- ダイちゃん寝る

### ドラマ
- 「幸せの時間」
- 「パーフェクト・ブルー」
- 「東京全力少女」
- 「妖怪人間ベム　劇場版」
- 「ヤンキー☆アイドル」
- 「書店員ミチルの身の上話」
- 「sunshine」
- 「Dreams come true」パワーストーン特典DVD

### ラジオドラマ
- 「平戸懐古～竹久夢二シリーズ」　神父役
- 「たいやきみっちゃん」　住職役、第２部ストーリーテラー「EVE」　楠木教授役「半玉」　まさる役

### FMラジオ
- 「ことばの詩」　FM浦和
- 「がーるずびっぐすまいる」　(ゲスト出演)FM世田谷

### インターネットラジオ
- 「村山敬美のOne Day Radio」